# Thereva graeca
Thereva graeca är en tvåvingeart som beskrevs av Krober 1912. Thereva graeca ingår i släktet Thereva och familjen stilettflugor. Inga underarter finns listade i Catalogue of Life.